# Louis Saillant

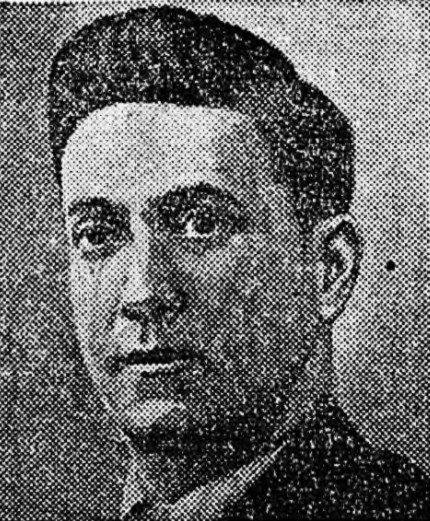
Saillant, 1944

Louis Saillant (* 27. November 1910 in Valence, Département Drôme; † 28. Oktober 1974 in Paris) war ein französischer Gewerkschaftsfunktionär.

## Leben
Saillant war zunächst Arbeiter in der Möbelindustrie und wurde bereits 1929 Sekretär der Gewerkschaft der Arbeiter der Möbelindustrie in Valence sowie 1931 Sekretär dieser Gewerkschaft im Département Drôme. Nachdem er 1937 Sekretär der Holzarbeitergewerkschaft Frankreichs wurde, wurde er 1938 Funktionär der Confédération générale du travail (CGT) und als deren Vertreter am 27. Mai 1943 Mitglied des Nationalrates der Widerstandsbewegung (Conseil national de la Résistance). Am 15. September 1944 wurde er als Nachfolger von Georges Bidault Präsident des Conseil national de la Résistance (CNR).
1945 erfolgte seine Wahl zum Generalsekretär der CGT und behielt diese Funktion bis 1948. Darüber hinaus wurde er auf dem I. Weltgewerkschaftskongress im Oktober 1945 in Paris zum Generalsekretär des Weltgewerkschaftsbundes gewählt. Diese Position bekleidete er nach seinen Wiederwahlen auf dem II. Kongress 1949 in Mailand, III. Kongress 1953 in Wien, IV. Kongress 1957 in Leipzig, V. Kongress 1961 in Moskau und VI. Kongress 1965 in Budapest bis Oktober 1969. 1958 wurde Saillant, einer der Akteure des Stockholmer Appells zur Ächtung von Kernwaffen im März 1950, mit dem Internationalen Lenin-Friedenspreis ausgezeichnet.
Nachfolger als Generalsekretär wurde Pierre Gensous, der später Direktor des nach Saillant benannten Instituts Louis Saillant/Centre d’étude, de recherche et de coopération internationale (ILS-CERCI, Zentrum für Studien, Forschung und Internationale Zusammenarbeit) der CGT war.

## Veröffentlichungen
- Die Bedeutung der Gewerkschaftswahlen 1952/53, Berlin 1952 (Ko-Autoren Kurt Meier und Herbert Warnke).